# 7番街 (マンハッタン)

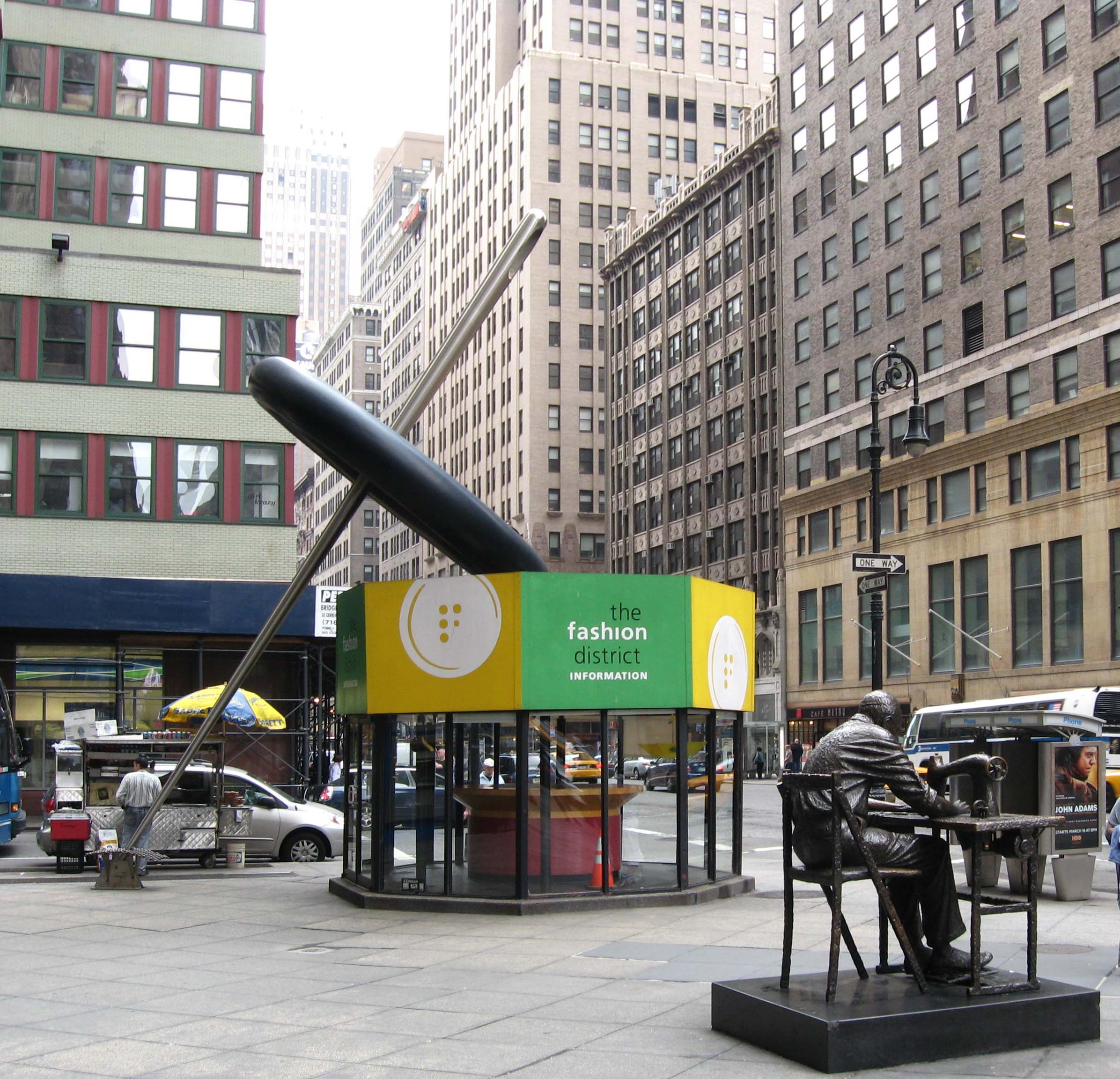
39丁目にあるファッション・ディストリクト案内所と彫刻

7番街（英語: Seventh Avenue）は、ニューヨーク市マンハッタン区のウェストサイドを南北に走る通り（アヴェニュー）である。セントラルパークより北では、アダム・クレイトン・パウエル・ジュニア・ブールバード（Adam Clayton Powell Jr. Boulevard）と名前が変わる（あるいは7番街との二重名）。7番街は南行きであり、アダム・クレイトン・パウエル・ジュニア・ブルバードは両面通行である。
7番街は、南のロウアー・マンハッタン、ヴァリック・ストリートから続いて、ウェスト・ヴィレッジのクラークソン・ストリートから始まる通りである。59丁目から110丁目にかけてはセントラルパークにより中断されている。アーティザンズ・ゲート (Artisans' Gate) は、7番街へのセントラルパークの南端出口である。
通りは、セントラルパークの北端にあるウォーリアーズ・ゲート (Warriors' Gate) の北からはハーレムを走っており、アダム・クレイトン・パウエル・ジュニア州庁舎があることからアダム・クレイトン・パウエル・ジュニア・ブルバードと呼ばれている。
住所は、南端の1番地からセントラルパーク手前の1800番地までのブロックのように、途中セントラルパークによって7番街は中断するが、番地が継続して付けられている。北端ハーレム川にあるマコンブス・ダム橋で終わり、ブロンクスではジェローム・アベニューと通り名が変わる。

## 著名な地区・建築物
通りは、それぞれ南北を走る5番街から9番街の間と、それぞれ東西を走る34丁目から42丁目にかけたガーメント・ディストリクト（ガーメント地区）を通る。この地区は"世界のファッション都市"として、ファッションないしアパレル産業が盛んで、オスカー・デ・ラ・レンタ、カルバン・クライン、ダナ・キャランなど有名なファッションデザイナーが本拠地としており、通りは「ファッション・アベニュー (Fashion Avenue)」とも呼ばれる。1972年、26-42丁目の区間は「ファッション・アベニュー」と書き加えられ、7番街との二重名でも用いられる。
ブロードウェイが南側から左斜め上に差し掛かり、42丁目を過ぎたタイムズ・スクエア界隈で7番街と交差する。
7番街に位置する著名な建築物には、次のようなものがある。
- カーネギー・ホール - 57丁目
- マディソン・スクエア・ガーデンとペンシルベニア駅 - 32丁目
- ニューヨーク州立ファッション工科大学 - 27丁目
- オルウィン・コート・アパートメント - 58丁目
- AXAビル（エクイタブル・タワー） - 51丁目

14丁目より南は、ウェスト・ヴィレッジの主要道路となる。現在はない聖ヴィンセント・カトリック病院は、7番街と11丁目にあるダウンタウンの主要な病院だった。

## 由来と延伸
7番街は、1811年委員会計画において計画された。
7番街の南端は、20世紀の初頭までグリニッジ・ヴィレッジの11丁目だった。1914年に、ヴァリック・ストリートと接続するために南向きに延伸し、ヴァリック・ストリートも同時に北へ延びた。7番街の延伸により、ミッドタウン・マンハッタンと商業地であった現在のトライベッカの間の交通が改善された。さらに、ニューヨーク市地下鉄IRTブロードウェイ-7番街線の建造も許可され、1918年に開業した。
1911年9月、数年間検討されていた7番街の拡張が、ニューヨーク市財政評価委員会によって承認された。このときの立案時には、建設費として300万$の費用が支出された。道路拡張では、市民団体により、グリニッジ・ヴィレッジの商業地区を通過するように促された。多くの古い建築物が拡張のために壊され、この中には1840年に建設されたベッドフォード・ストリート・メゾジスト教会が含まれていた。
1954年6月6日、7番街のほとんどは南行きの一方通行となった。タイムズ・スクエア以北の道路は、1957年3月10日まで両面通行のままだった。

## 文化
7番街は、映画、劇、本などに頻繁に登場する。
サイモン&ガーファンクルの歌「ボクサー」では、「7番街の売春婦からの誘惑」と歌われている。さらに、ローリング・ストーンズは、「シャッタード」で、他のニューヨーク市のファッションの象徴の間に、「僕は7番街でそれを贈ることができない」と歌っている。
1962年の劇、1965年の映画「サウザンド・クラウン」では、7番街が近くにあると設定されており、頻繁に登場する。
1973年のスティーリー・ダンの歌「ザ・ボストン・ラグ」では、「僕ができることは何ひとつなかった。それで僕は7番街を下って車を指した」と歌っている。
1978年のローリング・ストーンズの歌「シャッタード」（『女たち』）では、ミック・ジャガーが「僕は7番街でそれを贈ることができない」と歌っている。
さらに、ダシール・ハメットの「マルタの鷹」では、サム・スペードが殺し屋ウィルマーに、「立ち去る」ように命じ、「would go over big back on Seventh Avenue. But you're not in Romeville now. You're in my burg」と述べられている。
デイブ・ギボンズの「ウォッチメンをウォッチング」（タイタン2008）では、漫画家は7番街と西31丁目の角に、グンガ・ディナー、ユートピア・シネマ、プロメシアン・キャブ・カンパニー、Institute for Extraspatial Studiesが位置していると推測している。
1977年、ガーメント・ディストリクトを中心としたNBCのテレビ・ミニシリーズ放映された。
2008年には、ザ・ガスライト・アンセムの歌「君の瞳に乾杯」では、「ニューヨークの7番街のシーンに夢中になる」と7番街を叙情的に表現している。
ペット・ショップ・ボーイズの歌「ニューヨーク・シティ・ボーイ」には、「君はニューヨーク・シティ・ボーイだ、7番街とブロードウェイの交差点で」というリフレーンがある。
2022年5月23日、50丁目角の公衆電話が撤去。ニューヨークで使用可能な最後の公衆電話であった。